# یواس‌اس وسترن چیف (آی‌دی-۳۱۶۱)
یواس‌اس وسترن چیف (آی‌دی-۳۱۶۱) (به انگلیسی: USS Western Chief (ID-3161)) یک زیردریایی بود که طول آن ۴۲۳ فوت ۹ اینچ (۱۲۹٫۱۶ متر) بود. این زیردریایی در سال ۱۹۱۸ ساخته شد.